# Акбел
Акбе́л (каз. Ақбел) — село у складі Бухар-Жирауського району Карагандинської області Казахстану. Адміністративний центр Акбельського сільського округу.
Населення — 458 осіб (2021; 625 у 2009, 979 у 1999, 1315 у 1989).
Національний склад станом на 1989 рік:
- казахи — 100 %.

До 1993 року село називалось Пушкіно.